# Heteropogon aurocinctus
Heteropogon aurocinctus är en tvåvingeart som beskrevs av Seguy 1934. Heteropogon aurocinctus ingår i släktet Heteropogon och familjen rovflugor. Inga underarter finns listade i Catalogue of Life.